# 积雨云
积雨云（符号：Cb），又名雷雨云、积乱云，属于直展云族。
积雨云可以单独从积云状态发展出来，也可能是伴随冷锋面产生的，通常会产生强阵性的降水，并伴有大风、雷暴等。

## 形成
积雨云是对流云发展的极盛阶段，通常在夏季的午後發展成形，云体浓厚庞大，云底混乱，颜色阴暗，有滚轴或悬球状，有时扩展达几千公尺宽，云底在1,000到2,000公尺左右，云顶可以向高空伸展，可达23,000公尺，相成蘑菇状，也可在低部5,000公尺处平衍，形成铁砧状，当云顶到达-15℃以下的高空时，水滴冻结成冰晶，呈现白色，云浓密时，云体出现闪电，云色昏暗。 
积雨云会造成强降水，但一般只持续20分钟，如果当地太阳光强烈，降水会很快蒸发，在几千米以外形成新的云，有时会伴有冰雹和龙卷风。
由于积雨云一般是上升气流造成的，所以对飞行器有很大的危险，小型螺旋桨飞机必须绕行避开积雨云，巡航高度较高的喷气机可以从小型积雨云的上空飞过。

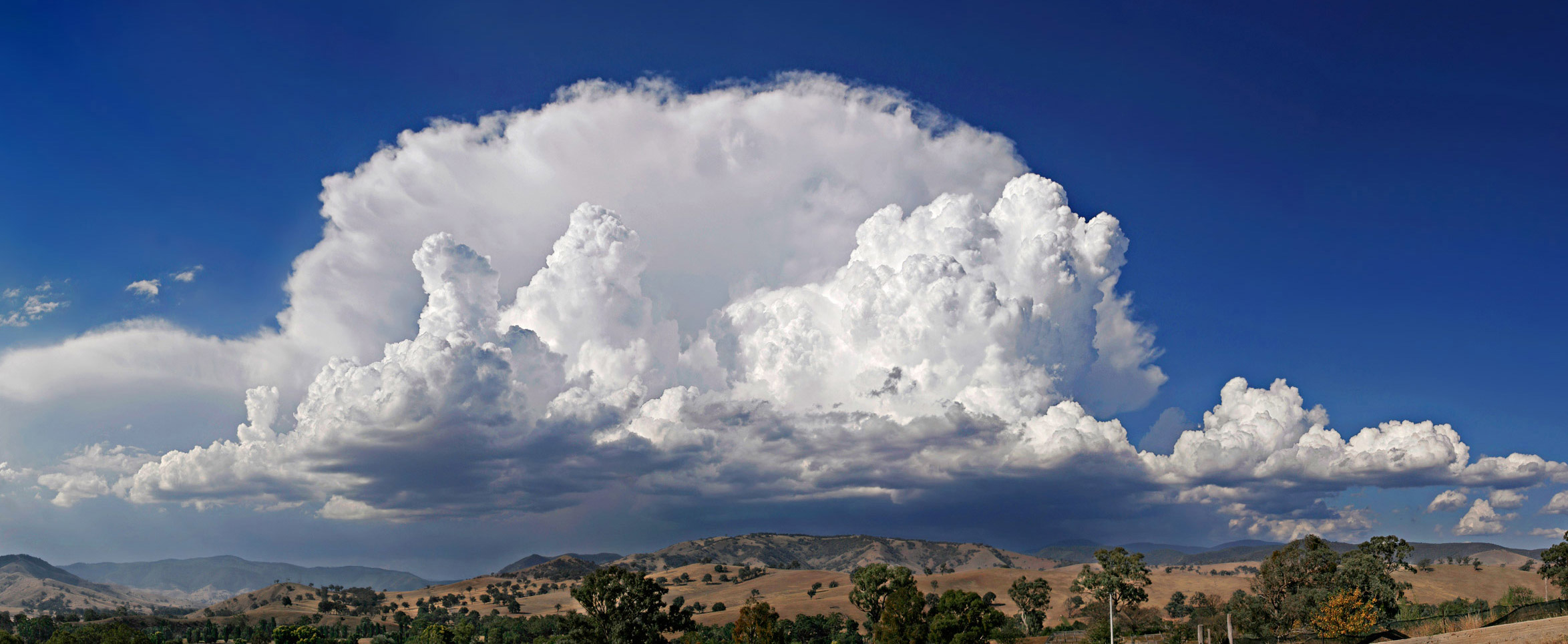
砧状鬃积雨云

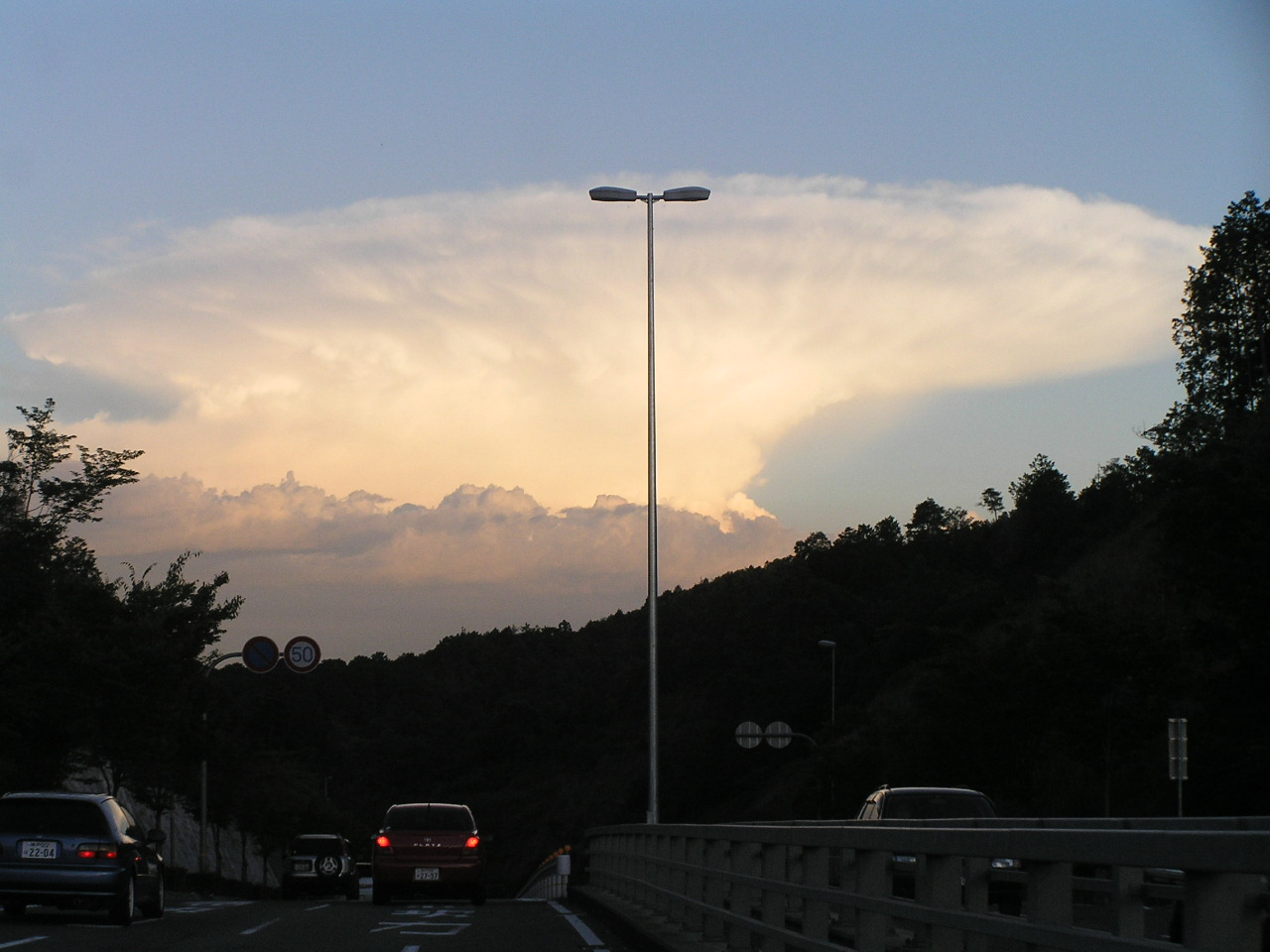
兵库县川西市(日本)（2007.8.10）

## 分類

### 种
- 秃积雨云（Cumulonimbus calvus, Cb cal）
- 鬃积雨云（Cumulonimbus capillatus, Cb cap）

### 亚变种
- 降水性积雨云（Cumulonimbus praecipitatio, Cb pra）
- 幡状积雨云（Cumulonimbus virga, Cb vir）
- 破片状积雨云（Cumulonimbus pannus, Cb pan）
- 砧状积雨云（Cumulonimbus incus, Cb inc）
- 乳状积雨云（Cumulonimbus mammatus, Cb mam）
- 幞状积雨云（Cumulonimbus pileus, Cb pil）
- 缟状积雨云（Cumulonimbus velum, Cb vel）
- 弧状积雨云（Cumulonimbus arcus, Cb arc）
- 漏斗状积雨云 （页面存档备份，存于）（Cumulonimbus tuba, Cb tub）